# Palazzo della Carovana
Il Palazzo della Carovana (o dei Cavalieri) è uno degli edifici su piazza dei Cavalieri a Pisa. Già quartier generale dell'Ordine dei cavalieri di Santo Stefano, dal 1846 è la sede principale della Scuola Normale Superiore di Pisa.

## Storia e descrizione
Fu costruito tra il 1562 e il 1564 da Giorgio Vasari, ristrutturando drasticamente il medievale palazzo degli Anziani: alcuni resti dell'antico palazzo e di alcune case torri sono però visibili tuttora lungo i fianchi dell'edificio. 

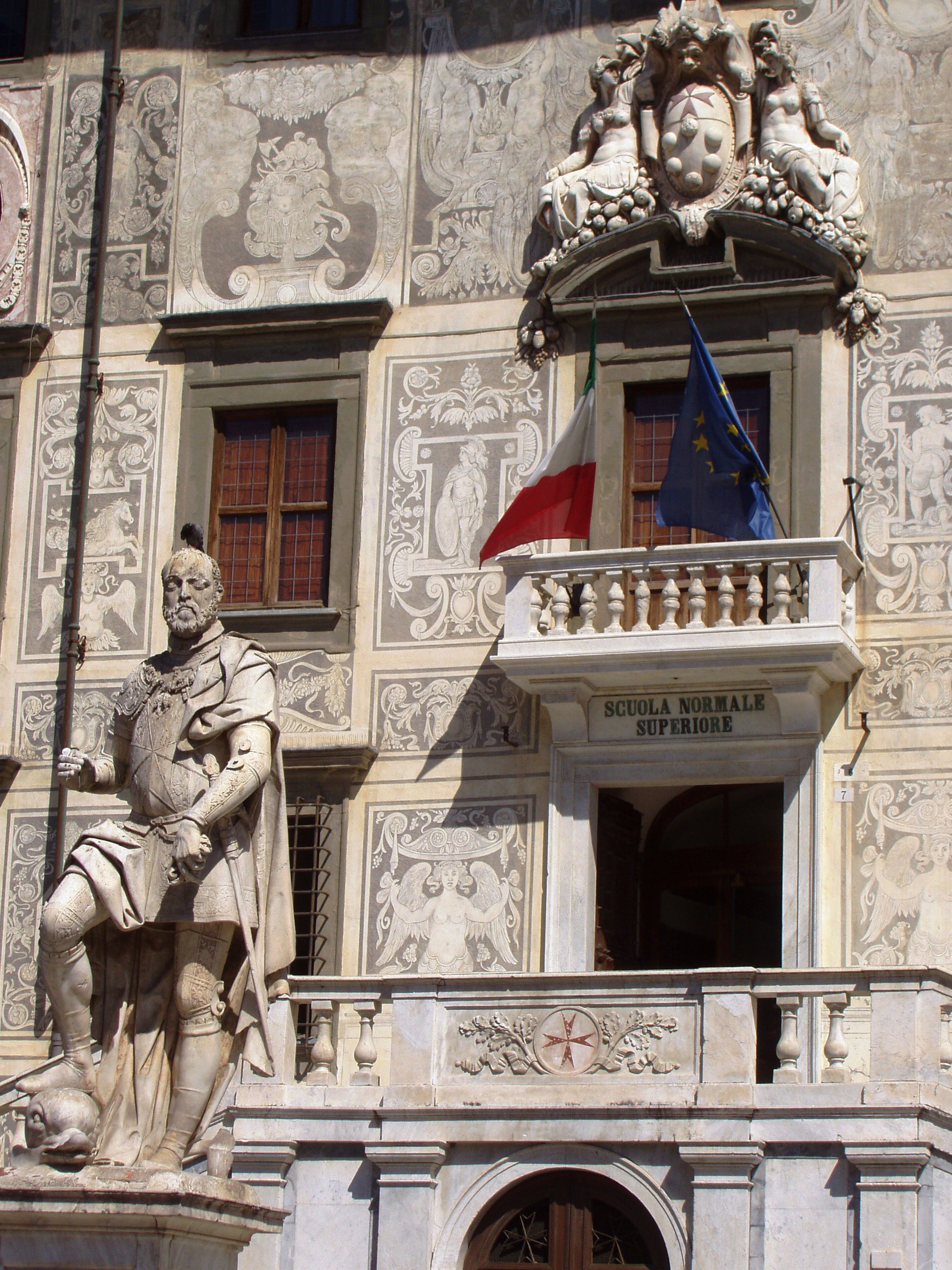
Dettaglio del palazzo della Carovana, con lo stemma dei Medici e dell'Ordine e la statua di Cosimo I

Il nome deriva dai tre anni di noviziato dei nuovi adepti, durante i quali essi seguivano un corso di addestramento al maneggio delle armi per far parte delle "carovane" (intese come navigazioni di gruppo) che avrebbero battuto il Mediterraneo e contrastato le scorrerie dei corsari: da qui appunto il termine "della Carovana".
Il Vasari regolarizzò la disomogenea facciata medievale, fondendo architettura, scultura e pittura. I graffiti con figure allegoriche e segni zodiacali, disegnati dal Vasari stesso ed eseguiti da Tommaso Battista del Verrocchio e Alessandro Forzori (1564-1566), movimentano la facciata assieme a busti e stemmi marmorei. Le pitture odierne sembrano godere di un ottimo stato di conservazione, ma in realtà fu necessario ridipingerle nei secoli XIX e XX, poiché le pitture su esterno sono estremamente fragili e sono soggette a sbiadimento e distacco per via degli agenti atmosferici.

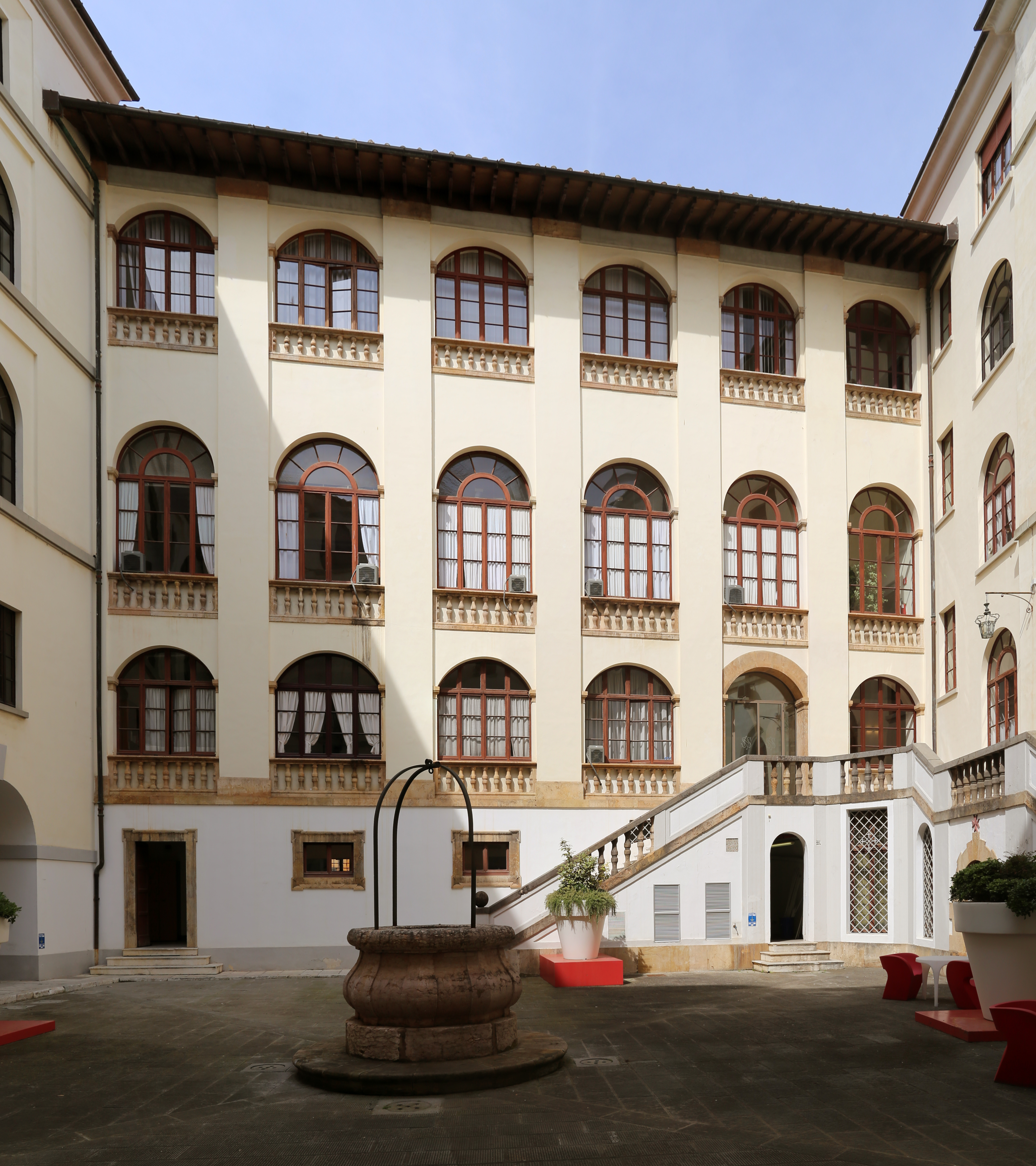
Il cortile

Tra le sculture si ricordano lo stemma dei Medici e dei Cavalieri, affiancato dalle allegorie della Religione e della Giustizia di Stoldo Lorenzi (1563); gli stemmi sugli angoli sono di Giovanni Fancelli (1564). In alto una galleria di busti dei Granduchi medicei furono aggiunti in tre tempi diversi da altrettante mani: Cosimo I, Francesco I e Ferdinando I da Ridolfo Sirigatti nel 1590-1596; Cosimo II da Pietro Tacca (1633 circa); Ferdinando II e Cosimo III da Giovan Battista Foggini (1681 e 1718).
La scalinata marmorea a doppia rampa fu rifatta nel 1821 da Giuseppe Marchelli in sostituzione di quella originale di dimensioni più piccole.
La parte posteriore dell'edificio fu aggiunta su progetto di Giovanni Girometti nel 1928-1930 in occasione di un rilancio della Scuola Normale Superiore promosso da Giovanni Gentile.
Nel 1977 fu realizzato un tunnel di collegamento tra il palazzo della Carovana e la biblioteca della Normale ospitata all'interno del Palazzo dell'Orologio.
All'interno conserva alcune sale affrescate o decorate da stucchi del XIX secolo, dove si trovano alcuni dipinti di autori del Cinquecento (Michele Tosini, Benedetto Veli e altri di scuola vasariana).